# Teto Kasane
Teto Kasane (重音テト Kasaneteto?) es una cantante virtual que forma parte de un software (conocido como Voicebank) creado en el foro de texto japonés 2channel para el Día de los Inocentes de 2008. Aunque el software fue creado inicialmente como un engaño y no existía, más tarde fue producido y se volvió compatible con el software UTAU, lo que le permitió cantar. Teto fue presentada como una "diva nacida de un engaño".
Kasane Teto también se lanzó como modelo de voz en 2021 para TALQu, un software de voz libre basado en aprendizaje profundo, y en 2023 para Synthesizer V AI, un software comercial de síntesis de voz para cantar.

## Personaje
Kasane Teto es una mujer de 31 años (15, años en quimera). Pero al ella ser una quimera tiene una voz y apariencia igual a la de una adolescente, es por eso que bastantes personas creen que su edad humana es la de una adolescente. En su primera versión ella medía 159 centímetros y pesaba 47 kilogramos. La presentan como una persona a la que le gustan las baguettes y es una tsundere.
Su mismo diseño la retrata como una chica joven pelirroja con dos coletas rizadas y grandes. Normalmente usa una vestimenta parecida a un uniforme con colores rojo y negro, Atuendo que se ha convertido en una parte representativa y reconocible de su imagen.
Su personalidad se retrata como juguetona, traviesa, energética y a veces obstinada.

## Historia

### Creación
Kasane Teto proviene de 2channel, un tablón de anuncios japonés. En 2008, Unos usuarios armaron un plan para crear un Vocaloid falso. Nombres de personajes, peinados, género, la edad, los gustos, las habilidades y otros rasgos se eligieron al azar entre sugerencias de los usuarios de 2channel y se juntaron en un solo personaje, que seria mostrado como una broma para el día de los inocentes En el 6 de abril de 2008 apareció por primera vez en un vídeo y el 7 días después ese mismo año en el 13 de Abril se lanzó la primera voz para Teto. Y la primera canción creada con su voz fue lanzada el 1 de Junio de 2008 